# Pemex
Petróleos Mexicanos (Pemex) är ett mexikanskt statligt petroleum- och naturgasbolag som verkar i alla delar av petroleumindustrin och producerar dagligen omkring 2,5 miljoner fat petroleum och sex miljoner kubikmeter naturgas. De har sex oljeraffinaderier, åtta kemisk-tekniska anläggningar, nio naturgasanläggningar och 83 terminaler för transport av petroleum och naturgas via både land och till sjöss. Pemex har också fler än 10 000 bensinstationer runt om i landet.
Den 1 januari 1933 grundades föregångaren Petróleos de México S.A. och var tänkt att den skulle reglera den inhemska petroleummarknaden men den hade dock ingen större effekt på grund av utländska petroleum- och naturgasintressenter inom landets gränser. Den 7 juni 1938 signerade den mexikanska presidenten Lázaro Cárdenas ett dekret som nationaliserade hela den mexikanska petroleumindustrin och samtidigt grundades Pemex för att ta tillvara Mexikos petroleum- och naturgasintressen.
Bolaget är underställt det mexikanska energidepartementet och styrelseordförande är landets energiminister, Pedro Joaquín Coldwell.